# Christian Bohr
Christian Harald Lauritz Peter Emil Bohr (Copenaghen, 14 febbraio 1855 – Copenaghen, 3 febbraio 1911) è stato un fisiologo danese, padre del fisico Niels Bohr e del matematico Harald Bohr.

## Biografia
Scrisse il suo primo articolo scientifico, Om salicylsyrens indflydelse på kødfordøjelsen ("Sull'influenza dell'acido salicilico nella digestione della carne"), nel 1877. Conseguì una laurea in medicina nel 1880, e ottenne un dottorato in fisiologia sotto Carl Ludwig all'Università di Lipsia. Divenne professore all'università di Copenaghen nel 1886.

## Fisiologia
Nel 1891, fu la prima persona a definire lo spazio morto fisiologico, secondo l'equazione di Bohr.
Nel 1903 descrisse l'effetto delle modificazioni del pH e della concentrazione di anidride carbonica sull'affinità di legame fra emoglobina ed ossigeno, oggi noto come effetto di Bohr, che facilita il rilascio di ossigeno nei tessuti metabolicamente molto attivi, dove l'acidità ed il contenuto in anidride carbonica sono elevati.